# Хелена Уњержиска
Хелена Уњежиска рођена Матејко (6. април 1867 − 11. октобар 1932) била је пољска сликарка и вајарка. 

## Биографија
Она је ћерка пољског националног сликара Јана Матејка и његове супруге Теодоре која је често позирала за његове слике. Његова ћерка Хелена (једно од њихово петоро деце) највише се памти као живи модел за серију симболичних портрета девојака њеног оца, а мање као амбициозна уметница.
Током детињства живела је са родитељима у Кшеславицама, предграђу Кракова. Била је веома болешљива док је била дете. Хелена је често помагала оцу у његовим сликарским путовањима и свакодневним студијским сесијама. Дана 24. јуна 1891. године удала се за једног од очевих ученика са Академије лепих уметности, сликара Јозефа Уњержиског. Поменуто је да њена сопствена мајка није одобравала брак и није присуствовала церемонији венчања.
После венчања отишли су да живе у Болен, село у близини Кракова. Нису имали своју децу, али је она усвојила децу из села. Хелена је била патриота. Помагала је пољским жртвама у Првом светском рату, а председник Друге пољске републике Станислав Војћеховски у међуратном периоду доделио јој је Крст независности.